# James Sullivan (Schriftsteller)
James A. Sullivan (* 14. Februar 1974 in West Point, New York) ist ein deutsch-US-amerikanischer Fantasyautor.

## Leben
Nach einem abgebrochenen Informatikstudium und einem vollendeten sprach- und literaturwissenschaftlichen Studium in Köln schrieb Sullivan in Zusammenarbeit mit dem Fantasyautor Bernhard Hennen den Bestseller Die Elfen.
In der Folge veröffentlichte er eine Reihe weiterer Fantasy-Werke, u. a. mit Nuramon eine Fortsetzung zu Die Elfen. Sein erster Science-Fiction-Roman Chrysaor erschien 2016 im Piper Verlag. Sein Roman Die Stadt der Symbionten wurde 2020 mehrfach auf der Phantastik Bestenliste platziert.
Mit Das Erbe der Elfenmagierin, dem ersten Band der Dilogie Die Chroniken von Beskadur, kehrte er 2021 in die Fantasy zurück. 
Sullivan ist verheiratet und lebt mit seiner Ehefrau und zwei Töchtern in Kerpen im Rheinland.

## Werke
- Agelstern (Kurzgeschichte), in: Wolfgang Hohlbein (Hg.), Nächtliche Begegnung, 2003, Heyne Verlag (München), ISBN 3-453-86488-3
- Die Elfen (mit Bernhard Hennen), 2004, Heyne Verlag (München), ISBN 3-453-53001-2
- Der letzte Steinmagier, Januar 2008, Mira Taschenbuch (Hamburg), ISBN 978-3-89941-428-8
- Nuramon: Ein Elfen-Roman, 2013, Heyne Verlag (München), ISBN 3-453-52994-4
- Chrysaor, 2016, Piper (München), ISBN 978-3-492-70403-8
- Die Granden von Pandaros, 2017, Piper (München), ISBN 978-3-492-70418-2
- Die Stadt der Symbionten, 2019, Piper (München), ISBN 978-3-492-70419-9
- Die letzte Heimkehr (Kurzgeschichte), in: Așkın Hayat Doğan & Patricia Eckermann (Hg.); Urban Fantasy going: going intersectional, 2021, Ach je Verlag (Berlin), ISBN 978-3-947720-63-7
- Das Erbe der Elfenmagierin (Die Chroniken von Beskadur 1), 2021, Piper (München), ISBN 978-3-492-70671-1
- Das Orakel in der Fremde (Die Chroniken von Beskadur 2), 2022, Piper (München), ISBN 978-3-492-70672-8